# Décennie 1220 en arts plastiques
Cette page concerne les années 1220 en arts plastiques.

## Naissances
- 1222 : Gong Kai, peintre chinois.
- 1225 : Coppo di Marcovaldo, peintre italien.
- 1225-1230 : Nicola Pisano, architecte et sculpteur italien.

## Décès
- 1223 : Unkei,sculpteur japonais.
- 1224 :
  - Liu Songnian, peintre chinois.
  - Xia Gui, peintre chinois.
- 1225 : Ma Yuan, peintre chinois.